# X-Faktor (első évad)
Az X-Faktor televíziós műsor, az Egyesült Királyságban kezdték vetíteni és azóta már sok országot bejárt. 2010-ben indult el Magyarországon. A show-műsor rendezői már 2009-ben tervezték hogy lesz X-Faktor és jelentkezni már 2010 elejétől lehetett. Az X-Faktor első évadának válogatói 2010 februárjában kezdődtek, a műsor 2010. augusztus 28-tól volt látható a képernyőn, amit Ördög Nóra és Sebestyén Balázs vezetett. A fináléra 2010. december 18-án és 19-én került sor, ahol az első évad győztese Vastag Csaba lett.

## Műsorok felvételről
A „Válogatók” (4 adás), „A Tábor” (2 adás) és a „Mentorok háza” (2 adás) felvételről kerültek képernyőre.

### Válogatók
A szereplőválogatásra 2010. február 18-tól került sor az RTL székházában.
A műsorban a 3 kategória (16-25 év közöttiek, 25 év felettiek és duók/együttesek) jelentkezőinek közönség előtti meghallgatása során egy négytagú szakmai zsűri választotta ki a 150 legjobbat, akik továbbjutottak a Táborba.

### A Tábor
A Tábor helyszíne a Thália Színház volt. Itt egy újabb meghallgatás során, mely közönség nélkül zajlott, a létszám százra zsugorodott. Ezután a zsűri tovább szelektált és immár csak ötvenen maradtak. A következő, közönség előtti meghallgatás eredményeképpen pedig kialakult a 24-es keret, amelynek tagjai meghívást nyertek a Mentorok házába.
A 24-es keret kialakítása során a zsűri a 16-25 évesek kategóriáját tovább bontotta „Fiúk” és „Lányok” kategóriákra, valamint felajánlották az egyébként egyénileg indult (és a 24-be nem továbbjutó) Nyári Editnek és Nyári Aliznak, hogy duóként folytathatják a versenyt. Hasonlóképpen jártak el Mimi és Gergő esetében is, négy lány pedig énekesegyüttesként kapott jogot a folytatásra. A felkínált lehetőséget mindenki megragadta, a négytagú lánycsapat „Karma” néven alakult meg.
A Táborban döntötték el azt is (a producerek), hogy melyik zsűritag melyik kategória mentora lesz.

### Mentorok háza
A négy mentor mindegyike egy-egy segítő híresség értékelését is meghallgatva döntötte el, hogy a saját hat előadója közül melyik három jusson be az élő show-ba. 
| Mentor           | Kategória       | Segítő         | Előadók         | Előadók           | Előadók         | Előadók       | Előadók                  | Előadók                      |
| ---------------- | --------------- | -------------- | --------------- | ----------------- | --------------- | ------------- | ------------------------ | ---------------------------- |
| Geszti Péter     | Lányok          | Falusi Mariann | Shodeinde Dorka | Szirota Dzsenifer | Németh Katica   | Janicsák Veca | Domokos Fanni            | Muri Enikő                   |
| Keresztes Ildikó | Fiúk            | Ádok Zoli      | Szabó Előd      | Vastag Tamás      | Király L. Norbi | Spiriev Teó   | Hegyi Dávid              | Takács Nikolas               |
| Nagy Feró        | 25 év felettiek | Bebe           | Wolf Kati       | Vastag Csaba      | Wittmann Zsolt  | Bakó Kriszta  | Nádor Dávid              | Szabó Mariann                |
| Malek Miklós     | Csapatok        | Malek Andrea   | Conformity      | Karma             | Mimi és Gergő   | Non Stop      | Nyári Edit és Nyári Aliz | Réder Nóra és Kádár Szabolcs |

### A döntősök
A Nyári testvérek (Edit és Aliz) duója ezentúl "Summer Sisters" néven szerepel.
| – Győztes      |
| – 2. helyezett |
| – 3. helyezett |

| Mentor           | Kategória    | Döntősök        | Döntősök       | Döntősök        |
| ---------------- | ------------ | --------------- | -------------- | --------------- |
| Geszti Péter     | Lányok       | Domokos Fanni   | Janicsák Veca  | Shodeinde Dorka |
| Keresztes Ildikó | Fiúk         | Király L. Norbi | Takács Nikolas | Vastag Tamás    |
| Nagy Feró        | 25 felettiek | Szabó Mariann   | Vastag Csaba   | Wolf Kati       |
| Malek Miklós     | Csapatok     | Mimi és Gergő   | Non Stop       | Summer Sisters  |

## Élő műsorok
Kategóriánként hárman-hárman, tehát összesen 12-en indultak neki az élő műsor-sorozatnak. Az egyes döntőkben a versenyzők mindig az adott témának megfelelő stílusú dalt énekeltek.
A műsor végén az a két előadó, akik a nézőktől a legkevesebb szavazatot kapták, párbajozni kényszerültek, azaz egy-egy újabb dalt kellett előadniuk. Ezután kettőjük közül a zsűri szavazással döntötte el, hogy ki esik ki. Szavazategyenlőség esetén a kieső az volt, aki kevesebb nézői szavazatot kapott.

### Összesített eredmények
| – | Lányok (Geszti Péter)                                                       |
| – | Fiúk (Keresztes Ildikó)                                                     |
| – | 25 év felettiek (Nagy Feró)                                                 |
| – | Csapatok (Malek Miklós)                                                     |
| – | Az előadó továbbjutott                                                      |
| – | A két legkevesebb szavazattal rendelkező előadó, akiknek párbajozni kellett |
| – | Az előadó kiesett                                                           |
| – | Érintett mentor kieső előadóval                                             |
| – | Érintett mentor továbbjutó előadóval                                        |

| #                | Előadó           | 1. hét                       | 2. hét                        | 3. hét                        | 4. hét                         | 5. hét                   | 6. hét                          | 7. hét                    | 8. hét                     | 9. hét                        | 10. hét (Finálé)                  | 10. hét (Finálé)                  |
| #                | Előadó           | 1. hét                       | 2. hét                        | 3. hét                        | 4. hét                         | 5. hét                   | 6. hét                          | 7. hét                    | 8. hét                     | 9. hét                        | Szombat                           | Vasárnap                          |
| ---------------- | ---------------- | ---------------------------- | ----------------------------- | ----------------------------- | ------------------------------ | ------------------------ | ------------------------------- | ------------------------- | -------------------------- | ----------------------------- | --------------------------------- | --------------------------------- |
| 1.               | Vastag Csaba     | Továbbjutott                 | Továbbjutott                  | Továbbjutott                  | Továbbjutott                   | Továbbjutott             | Továbbjutott                    | Továbbjutott              | Utolsó kettő               | 3.                            | Továbbjutott                      | Győztes                           |
| 2.               | Takács Nikolas   | Továbbjutott                 | Továbbjutott                  | Továbbjutott                  | Továbbjutott                   | Utolsó kettő             | Továbbjutott                    | 5.                        | Továbbjutott               | Továbbjutott                  | Továbbjutott                      | 2. helyezett                      |
| 3.               | Király L. Norbi  | Továbbjutott                 | Továbbjutott                  | Továbbjutott                  | Továbbjutott                   | Továbbjutott             | Továbbjutott                    | Továbbjutott              | Továbbjutott               | Továbbjutott                  | 3.                                | 3. helyezett                      |
| 4.               | Janicsák Veca    | Továbbjutott                 | Továbbjutott                  | Utolsó kettő                  | Továbbjutott                   | Továbbjutott             | Továbbjutott                    | Továbbjutott              | Továbbjutott               | 4.                            | Kiesett (9. hét)                  | Kiesett (9. hét)                  |
| 5.               | Vastag Tamás     | Továbbjutott                 | Továbbjutott                  | Továbbjutott                  | Továbbjutott                   | Továbbjutott             | 6.                              | Továbbjutott              | Utolsó kettő               | Kiesett (8. hét)              | Kiesett (8. hét)                  | Kiesett (8. hét)                  |
| 6.               | Wolf Kati        | Továbbjutott                 | Továbbjutott                  | Továbbjutott                  | Továbbjutott                   | Továbbjutott             | Továbbjutott                    | 6.                        | Kiesett (7. hét)           | Kiesett (7. hét)              | Kiesett (7. hét)                  | Kiesett (7. hét)                  |
| 7.               | Shodeinde Dorka  | Továbbjutott                 | Továbbjutott                  | Továbbjutott                  | 8.                             | Továbbjutott             | 7.                              | Kiesett (6. hét)          | Kiesett (6. hét)           | Kiesett (6. hét)              | Kiesett (6. hét)                  | Kiesett (6. hét)                  |
| 8.               | Non Stop         | Továbbjutott                 | Továbbjutott                  | Továbbjutott                  | Továbbjutott                   | Utolsó kettő             | Kiesett (5. hét)                | Kiesett (5. hét)          | Kiesett (5. hét)           | Kiesett (5. hét)              | Kiesett (5. hét)                  | Kiesett (5. hét)                  |
| 9.               | Szabó Mariann    | Utolsó kettő                 | Továbbjutott                  | Továbbjutott                  | 9.                             | Kiesett (4. hét)         | Kiesett (4. hét)                | Kiesett (4. hét)          | Kiesett (4. hét)           | Kiesett (4. hét)              | Kiesett (4. hét)                  | Kiesett (4. hét)                  |
| 10.              | Summer Sisters   | Továbbjutott                 | Utolsó kettő                  | Utolsó kettő                  | Kiesett (3. hét)               | Kiesett (3. hét)         | Kiesett (3. hét)                | Kiesett (3. hét)          | Kiesett (3. hét)           | Kiesett (3. hét)              | Kiesett (3. hét)                  | Kiesett (3. hét)                  |
| 11.              | Domokos Fanni    | Továbbjutott                 | Utolsó kettő                  | Kiesett (2. hét)              | Kiesett (2. hét)               | Kiesett (2. hét)         | Kiesett (2. hét)                | Kiesett (2. hét)          | Kiesett (2. hét)           | Kiesett (2. hét)              | Kiesett (2. hét)                  | Kiesett (2. hét)                  |
| 12.              | Mimi és Gergő    | Utolsó kettő                 | Kiesett (1. hét)              | Kiesett (1. hét)              | Kiesett (1. hét)               | Kiesett (1. hét)         | Kiesett (1. hét)                | Kiesett (1. hét)          | Kiesett (1. hét)           | Kiesett (1. hét)              | Kiesett (1. hét)                  | Kiesett (1. hét)                  |
|                  |                  |                              |                               |                               |                                |                          |                                 |                           |                            |                               |                                   |                                   |
| Párbajozók       | Párbajozók       | Mimi és Gergő, Szabó Mariann | Domokos Fanni, Summer Sisters | Summer Sisters, Janicsák Veca | Szabó Mariann, Shodeinde Dorka | Takács Nikolas, Non Stop | Vastag Tamás, Shodeinde Dorka   | Takács Nikolas, Wolf Kati | Vastag Tamás, Vastag Csaba | Janicsák Veca, Vastag Csaba   | A zsűri nem szavaz, csak a nézők. | A zsűri nem szavaz, csak a nézők. |
| Zsűri szavazása  | Zsűri szavazása  | Ki essen ki?                 | Ki essen ki?                  | Ki essen ki?                  | Ki essen ki?                   | Ki essen ki?             | Ki essen ki?                    | Ki essen ki?              | Ki essen ki?               | Ki essen ki?                  | A zsűri nem szavaz, csak a nézők. | A zsűri nem szavaz, csak a nézők. |
| Geszti Péter     | Geszti Péter     | Mimi és Gergő                | Summer Sisters                | Summer Sisters                | Szabó Mariann                  | Non Stop                 | Vastag Tamás                    | Wolf Kati                 | Vastag Tamás               | Vastag Csaba                  | A zsűri nem szavaz, csak a nézők. | A zsűri nem szavaz, csak a nézők. |
| Keresztes Ildikó | Keresztes Ildikó | Mimi és Gergő                | Domokos Fanni                 | Summer Sisters                | Shodeinde Dorka                | Non Stop                 | Shodeinde Dorka                 | Wolf Kati                 | Vastag Csaba               | Janicsák Veca                 | A zsűri nem szavaz, csak a nézők. | A zsűri nem szavaz, csak a nézők. |
| Malek Miklós     | Malek Miklós     | Szabó Mariann                | Domokos Fanni                 | Janicsák Veca                 | Szabó Mariann                  | Takács Nikolas           | Shodeinde Dorka                 | Takács Nikolas            | Vastag Tamás               | Vastag Csaba                  | A zsűri nem szavaz, csak a nézők. | A zsűri nem szavaz, csak a nézők. |
| Nagy Feró        | Nagy Feró        | Mimi és Gergő                | Domokos Fanni                 | Summer Sisters                | Shodeinde Dorka                | Non Stop                 | Vastag Tamás                    | Takács Nikolas            | Vastag Tamás               | Janicsák Veca                 | A zsűri nem szavaz, csak a nézők. | A zsűri nem szavaz, csak a nézők. |
| Kieső            | Kieső            | Mimi és Gergő zsűri 3:1      | Domokos Fanni zsűri 3:1       | Summer Sisters zsűri 3:1      | Szabó Mariann zsűri 2:2 nézők  | Non Stop zsűri 3:1       | Shodeinde Dorka zsűri 2:2 nézők | Wolf Kati zsűri 2:2 nézők | Vastag Tamás zsűri 3:1     | Janicsák Veca zsűri 2:2 nézők | Király L. Norbi                   | Takács Nikolas                    |

## A döntők

### 1. hét (október 16.)
- Téma: XXI. századi ikonok
- Sztárfellépő: Varga Viktor (Lehet zöld az ég)
- Közös produkció: És megindul a Föld (Zsédenyi Adrienn)

| 1                       | Szabó Mariann   | So What (Pink)                        | Utolsó kettő |
| 2                       | Vastag Tamás    | Come Undone (Robbie Williams)         | Továbbjutott |
| 3                       | Non Stop        | Bad Romance (Lady Gaga)               | Továbbjutott |
| 4                       | Janicsák Veca   | If I Ain’t Got You (Alicia Keys)      | Továbbjutott |
| 5                       | Galyas László   | Màté Péter te ott àllsz az út végén   | Továbbjutott |
| 6                       | Vastag Csaba    | Wherever You Will Go (The Calling)    | Továbbjutott |
| 7                       | Király L. Norbi | All Summer Long (Kid Rock)            | Továbbjutott |
| 8                       | Mimi és Gergő   | No Air (Jordin Sparks és Chris Brown) | Utolsó kettő |
| 9                       | Domokos Fanni   | Hot n Cold (Katy Perry)               | Továbbjutott |
| 10                      | Wolf Kati       | From Sarah With Love (Sarah Connor)   | Továbbjutott |
| 11                      | Takács Nikolas  | Crazy (Gnarls Barkley)                | Továbbjutott |
| 12                      | Summer Sisters  | Hush Hush; Hush Hush (Pussycat Dolls) | Továbbjutott |
| Az utolsó kettő párbaja |                 |                                       |              |
| 1                       | Mimi és Gergő   | Trambulin (Roy & Ádám)                | Kiesett      |
| 2                       | Szabó Mariann   | With or Without You (U2)              | Továbbjutott |

A zsűri szavazata arról, hogy ki essen ki:
- Nagy Feró: Mimi és Gergő
- Malek Miklós: Szabó Mariann
- Keresztes Ildikó: Mimi és Gergő
- Geszti Péter: Mimi és Gergő

### 2. hét (október 23.)
- Téma: Dívák és szívtiprók
- Sztárfellépő: Zsédenyi Adrienn (És megindul a Föld / A skorpió hava / Valahol egy férfi vár)
- Közös produkció: Ha lemegy a Nap (Orsi)

| 1                       | Wolf Kati       | Hot Stuff (Donna Summer)                               | Továbbjutott |
| 2                       | Domokos Fanni   | Torn (Natalie Imbruglia)                               | Utolsó kettő |
| 3                       | Vastag Tamás    | Back for Good (Take That)                              | Továbbjutott |
| 4                       | Non Stop        | 4 Minutes (Madonna és Justin Timberlake)               | Továbbjutott |
| 5                       | Janicsák Veca   | I'm Every Woman (Whitney Houston)                      | Továbbjutott |
| 6                       | Vastag Csaba    | Keresem az utam (Ákos)                                 | Továbbjutott |
| 7                       | Summer Sisters  | Can't Fight the Moonlight (LeAnn Rimes)                | Utolsó kettő |
| 8                       | Király L. Norbi | Lady (Kenny Rogers)                                    | Továbbjutott |
| 9                       | Shodeinde Dorka | Boldogság gyere haza (Cserháti Zsuzsa)                 | Továbbjutott |
| 10                      | Szabó Mariann   | Paid My Dues (Anastacia)                               | Továbbjutott |
| 11                      | Takács Nikolas  | And I Am Telling You I'm Not Going (Jennifer Holliday) | Továbbjutott |
| Az utolsó kettő párbaja |                 |                                                        |              |
| 1                       | Domokos Fanni   | One Day in Your Life (Anastacia)                       | Kiesett      |
| 2                       | Summer Sisters  | One Moment in Time (Whitney Houston)                   | Továbbjutott |

A zsűri szavazata arról, hogy ki essen ki:
- Geszti Péter: Summer Sisters
- Malek Miklós: Domokos Fanni
- Keresztes Ildikó: Domokos Fanni
- Nagy Feró: Domokos Fanni

### 3. hét (október 30.)
- Téma: Rock dalok
- Sztárfellépő: Tóth Gabi (Elég volt)
- Közös produkció: Ha zene szól (VIVA Comet Allstars)

| 1                       | Vastag Csaba    | It's My Life (Bon Jovi)                | Továbbjutott |
| 2                       | Summer Sisters  | Shook Me All Night Long (AC/DC)        | Utolsó kettő |
| 3                       | Takács Nikolas  | Purple Rain (Prince)                   | Továbbjutott |
| 4                       | Non Stop        | Eye of the Tiger (Survivor)            | Továbbjutott |
| 5                       | Janicsák Veca   | Fighter (Christina Aguilera)           | Utolsó kettő |
| 6                       | Szabó Mariann   | The Pretender (Foo Fighters)           | Továbbjutott |
| 7                       | Király L. Norbi | Addicted to Love (Robert Palmer)       | Továbbjutott |
| 8                       | Vastag Tamás    | Kölyköd voltam (Edda)                  | Továbbjutott |
| 9                       | Wolf Kati       | Bring Me to Life (Evanescence)         | Továbbjutott |
| 10                      | Shodeinde Dorka | Every Breath You Take (The Police)     | Továbbjutott |
| Az utolsó kettő párbaja |                 |                                        |              |
| 1                       | Summer Sisters  | Greatest Love of All (Whitney Houston) | Kiesett      |
| 2                       | Janicsák Veca   | I Have Nothing (Whitney Houston)       | Továbbjutott |

A zsűri szavazata arról, hogy ki essen ki:
- Malek Miklós: Janicsák Veca
- Geszti Péter: Summer Sisters
- Nagy Feró: Summer Sisters
- Keresztes Ildikó: Summer Sisters

### 4. hét (november 6.)
- Téma: filmzenék
- Sztárfellépő: Anti Fitness Club (Sohase mondd)
- Közös produkció: Tépj szét (Oroszlán Szonja)

| 1                       | Király L. Norbi | Big Gun (AC/DC)                                             | Továbbjutott |
| 2                       | Szabó Mariann   | GoldenEye (Tina Turner)                                     | Utolsó kettő |
| 3                       | Shodeinde Dorka | All I Want for Christmas Is You (Mariah Carey)              | Utolsó kettő |
| 4                       | Vastag Tamás    | Hero (Nickelback)                                           | Továbbjutott |
| 5                       | Non Stop        | rajzfilm egyveleg                                           | Továbbjutott |
| 6                       | Wolf Kati       | Kiss from a Rose (Seal)                                     | Továbbjutott |
| 7                       | Vastag Csaba    | Tégy csodát! (Feke Pál)                                     | Továbbjutott |
| 8                       | Takács Nikolas  | Ain't No Mountain High Enough (Marvin Gaye & Tammi Terrell) | Továbbjutott |
| 9                       | Janicsák Veca   | I Will Always Love You (Whitney Houston)                    | Továbbjutott |
| Az utolsó kettő párbaja |                 |                                                             |              |
| 1                       | Szabó Mariann   | The Silence (Alexandra Burke)                               | Kiesett      |
| 2                       | Shodeinde Dorka | Without You (Mariah Carey)                                  | Továbbjutott |

A zsűri szavazata arról, hogy ki essen ki:
- Geszti Péter: Szabó Mariann
- Nagy Feró: Shodeinde Dorka
- Keresztes Ildikó: Shodeinde Dorka
- Malek Miklós: Szabó Mariann

Az eredmény döntetlen lett, a nézői szavazatok alapján Szabó Mariann esett ki.

### 5. hét (november 13.)
- Téma: Toplistás slágerek
- Sztárfellépő: Back II Black (Úgy vártalak / Tevagyazakitalegjobban / Nánénáné)
- Közös produkció: Gyere kislány, gyere és 8 óra munka (Beatrice)

| 1                       | Takács Nikolas  | Little L (Jamiroquai)                                   | Utolsó kettő |
| 2                       | Janicsák Veca   | Ha volna két életem (Piramis)                           | Továbbjutott |
| 3                       | Shodeinde Dorka | Killing Me Softly (Fugees)                              | Továbbjutott |
| 4                       | Vastag Csaba    | Sex Bomb (Tom Jones)                                    | Továbbjutott |
| 5                       | Király L. Norbi | Nézz az ég felé (Charlie)                               | Továbbjutott |
| 6                       | Wolf Kati       | As (George Michael és Mary J. Blige)                    | Továbbjutott |
| 7                       | Non Stop        | Don't Stop the Music (Rihanna)                          | Utolsó kettő |
| 8                       | Vastag Tamás    | When You Say Nothing at All (Ronan Keating)             | Továbbjutott |
| Az utolsó kettő párbaja |                 |                                                         |              |
| 1                       | Takács Nikolas  | Akad, amit nem gyógyít meg az idő sem (Cserháti Zsuzsa) | Továbbjutott |
| 2                       | Non Stop        | Proud Mary (Creedence Clearwater Revival)               | Kiesett      |

A zsűri szavazata arról, hogy ki essen ki:
- Keresztes Ildikó: Non Stop
- Malek Miklós: Takács Nikolas
- Nagy Feró: Non Stop
- Geszti Péter: Non Stop

### 6. hét (november 20.)
- Téma: Buli himnuszok
- Sztárfellépő: Csonka András (Ding-Dong)
- Közös produkció: Ezt egy életen át kell játszani (Hevesi Tamás)

| 1                       | Shodeinde Dorka | I Wanna Dance with Somebody (Who Loves Me) (Whitney Houston) | Utolsó kettő |
| 2                       | Takács Nikolas  | If You Don't Know Me by Now (Simply Red)                     | Továbbjutott |
| 3                       | Wolf Kati       | When Love Takes Over (David Guetta és Kelly Rowland)         | Továbbjutott |
| 4                       | Vastag Tamás    | Uptown Girl (Billy Joel – 1983, Westlife – 2001)             | Utolsó kettő |
| 5                       | Janicsák Veca   | Szerelem első vérig (Demjén Ferenc)                          | Továbbjutott |
| 6                       | Király L. Norbi | Higher and Higher (Rod Stewart)                              | Továbbjutott |
| 7                       | Vastag Csaba    | Reality (Richard Sanderson)                                  | Továbbjutott |
| Az utolsó kettő párbaja |                 |                                                              |              |
| 1                       | Vastag Tamás    | Losing My Religion (R.E.M.)                                  | Továbbjutott |
| 2                       | Shodeinde Dorka | Love You I Do (Jennifer Hudson)                              | Kiesett      |

A zsűri szavazata arról, hogy ki essen ki:
- Geszti Péter: Vastag Tamás
- Keresztes Ildikó: Shodeinde Dorka
- Malek Miklós: Shodeinde Dorka
- Nagy Feró: Vastag Tamás

Az eredmény döntetlen lett, a nézői szavazatok alapján Shodeinde Dorka esett ki.

### 7. hét (november 27.)
- Téma: Egyslágeres előadók
- Sztárfellépő: Up! (Süt a Nap / Mindenki táncoljon), Szekeres Adrien (Olyan, mint Te)
- Közös produkció: Megtalállak még (FLM)

| 1                       | Király L. Norbi | Cotton-Eyed Joe (Rednex)                     | Továbbjutott |
| 2                       | Vastag Csaba    | You (Ten Sharp)                              | Továbbjutott |
| 3                       | Janicsák Veca   | Nothing Compares 2 U (Prince)                | Továbbjutott |
| 4                       | Takács Nikolas  | Shackles (Praise You) (Mary Mary)            | Utolsó kettő |
| 5                       | Wolf Kati       | Un-Break My Heart (Toni Braxton)             | Utolsó kettő |
| 6                       | Vastag Tamás    | Bad Day (Daniel Powter)                      | Továbbjutott |
| Az utolsó kettő párbaja |                 |                                              |              |
| 1                       | Takács Nikolas  | Yesterday (The Beatles)                      | Továbbjutott |
| 2                       | Wolf Kati       | Saving All My Love for You (Whitney Houston) | Kiesett      |

A zsűri szavazata arról, hogy ki essen ki:
- Keresztes Ildikó: Wolf Kati
- Nagy Feró: Takács Nikolas
- Malek Miklós: Takács Nikolas
- Geszti Péter: Wolf Kati

Az eredmény döntetlen lett, a nézői szavazatok alapján Wolf Kati esett ki.

### 8. hét (december 4.)
- Téma: Egy magyar és egy külföldi dal
- Sztárfellépő: Bereczki Zoltán (Szállj velem)
- Közös produkció: Színezd újra! (Magna Cum Laude)

| Versenyző               | Sorrend | Első dal (eredeti előadó)                | Sorrend                       | Második dal (eredeti előadó)                | Eredmény     |
| ----------------------- | ------- | ---------------------------------------- | ----------------------------- | ------------------------------------------- | ------------ |
| Takács Nikolas          | 1       | Boogie Wonderland (Earth, Wind & Fire)   | 6                             | A boldogság és én (Cserháti Zsuzsa)         | Továbbjutott |
| Király L. Norbi         | 2       | Örökké tart (Tankcsapda)                 | 7                             | Let's Get Rocked (Def Leppard)              | Továbbjutott |
| Vastag Tamás            | 3       | Érezd magad jól (Bon-Bon)                | 8                             | Tears in Heaven (Eric Clapton)              | Utolsó kettő |
| Vastag Csaba            | 4       | What a Wonderful World (Louis Armstrong) | 9                             | Királylány (Hooligans)                      | Utolsó kettő |
| Janicsák Veca           | 5       | Bad Boys (Alexandra Burke)               | 10                            | Most múlik pontosan (Quimby / Csík zenekar) | Továbbjutott |
| Az utolsó kettő párbaja |         |                                          |                               |                                             |              |
| Vastag Tamás            | 1       | You Raise Me Up (Josh Groban)            | You Raise Me Up (Josh Groban) | You Raise Me Up (Josh Groban)               | Kiesett      |
| Vastag Csaba            | 2       | Jégszív (V’Moto-Rock)                    | Jégszív (V’Moto-Rock)         | Jégszív (V’Moto-Rock)                       | Továbbjutott |

A zsűri szavazata arról, hogy ki essen ki:
- Keresztes Ildikó: Vastag Csaba
- Nagy Feró: Vastag Tamás
- Geszti Péter: Vastag Tamás
- Malek Miklós: Vastag Tamás

### 9. hét (december 11.)
- Téma: Egy magyar és egy külföldi dal
- Sztárfellépő: Ákos (A fénybe nézz)
- Közös produkció: Bennünk a világ (Rácz Gergő)

| Versenyző               | Sorrend | Első dal (eredeti előadó)         | Sorrend                           | Második dal (eredeti előadó)      | Eredmény     |
| ----------------------- | ------- | --------------------------------- | --------------------------------- | --------------------------------- | ------------ |
| Vastag Csaba            | 1       | Keserű méz (United)               | 5                                 | You Are So Beautiful (Joe Cocker) | Utolsó kettő |
| Janicsák Veca           | 2       | Kell ott fenn egy ország (Zorán)  | 6                                 | Crazy (Seal)                      | Utolsó kettő |
| Takács Nikolas          | 3       | Billie Jean (Michael Jackson)     | 7                                 | Maradj velem (Korál)              | Továbbjutott |
| Király L. Norbert       | 4       | Legyen valami (Hooligans)         | 8                                 | Nutbush City Limits (Tina Turner) | Továbbjutott |
| Az utolsó kettő párbaja |         |                                   |                                   |                                   |              |
| Janicsák Veca           | 1       | Listen (Beyoncé)                  | Listen (Beyoncé)                  | Listen (Beyoncé)                  | Kiesett      |
| Vastag Csaba            | 2       | This is the Moment (Donny Osmond) | This is the Moment (Donny Osmond) | This is the Moment (Donny Osmond) | Továbbjutott |

A zsűri szavazata arról, hogy ki essen ki:
- Geszti Péter: Vastag Csaba
- Nagy Feró: Janicsák Veca
- Malek Miklós: Vastag Csaba
- Keresztes Ildikó: Janicsák Veca

Az eredmény döntetlen lett, a nézői szavazatok alapján Janicsák Veca esett ki.

### 10. hét – Finálé (december 18-19)
A Fináléban csak a nézői szavazatok számítottak. A mentorok értékeltek, de nem dönthettek a továbbjutó személyéről.
Szombat este
- Téma: a válogatón előadott dal, duett egy sztárvendéggel, valamint a mentor kedvenc dala a korábban már előadottakból
- Sztárfellépő: Tabáni István (Ments meg!)
- Közös produkció: Ajándék (Bereczki Zoltán és Szinetár Dóra); Csak Egy Perc (Desperado)
- Duettek:
  - Király L. Norbi és D. Nagy Lajos
  - Takács Nikolas és Kovács Kati
  - Vastag Csaba és Vastag Tamás

| Versenyző       | Sorrend | Válogatón előadott dal (eredeti előadó) | Sorrend | Duett a vendéggel (eredeti előadó)           | Sorrend | Mentor kedvenc dala (eredeti előadó)                   | Eredmény             |
| --------------- | ------- | --------------------------------------- | ------- | -------------------------------------------- | ------- | ------------------------------------------------------ | -------------------- |
| Vastag Csaba    | 1       | Let Me Entertain You (Robbie Williams)  | 6       | Don't Let the Sun Go Down on Me (Elton John) | 8       | Wherever You Will Go (The Calling)                     | Továbbjutott         |
| Király L. Norbi | 2       | You Can Leave Your Hat On (Joe Cocker)  | 4       | Közeli helyeken (Bikini)                     | 9       | All Summer Long (Kid Rock)                             | Kiesett 3. helyezett |
| Takács Nikolas  | 3       | Hallelujah (Leonard Cohen)              | 5       | Ha legközelebb látlak (Kovács Kati)          | 7       | And I Am Telling You I'm Not Going (Jennifer Holliday) | Továbbjutott         |

A nézői szavazatok alapján Király L. Norbi esett ki, így Takács Nikolas és Vastag Csaba jutott be a vasárnapi fináléba.
Vasárnap este
- Téma: karácsony, a versenyző kedvenc dala a korábban már előadottakból, valamint a győztes dala
- Sztárfellépő: Farkas Annamari és Ádok Zoli (Három álom), Első Emelet (Ma van a Te napod)
- Közös produkció: Shake Up Christmas (Train); A nagy találkozás (Presser Gábor, Katona Klári, Demjén Ferenc)

| Versenyző      | Sorrend | Karácsonyi dal (eredeti előadó)                          | Sorrend | Versenyző kedvenc dala (eredeti előadó)                     | Sorrend | A győztes dala (eredeti előadó)  | Eredmény     |
| -------------- | ------- | -------------------------------------------------------- | ------- | ----------------------------------------------------------- | ------- | -------------------------------- | ------------ |
| Vastag Csaba   | 1       | Santa Claus Is Coming to Town                            | 3       | You (Ten Sharp)                                             | 5       | Hangokba zárva (Bereczki Zoltán) | Győztes      |
| Takács Nikolas | 2       | Have Yourself a Merry Little Christmas (Luther Vandross) | 4       | Ain't No Mountain High Enough (Marvin Gaye & Tammi Terrell) | 6       | Hangokba zárva (Bereczki Zoltán) | 2. helyezett |

A nézői szavazatok alapján az évadot Vastag Csaba nyerte.

## Nézettség
| Epizód               | Vetítés              | Nézők               | Arány (%)           | Heti helyezés       | Forrás              |
| Műsorok felvételről  | Műsorok felvételről  | Műsorok felvételről | Műsorok felvételről | Műsorok felvételről | Műsorok felvételről |
| -------------------- | -------------------- | ------------------- | ------------------- | ------------------- | ------------------- |
| Válogató I.          | 2010. augusztus 28.  | 1.7 millió          | 38,4                | 2.                  | [ 1 ]               |
| Válogató II.         | 2010. szeptember 4.  | 2.0 millió          | 42,1                | 1.                  | [ 2 ]               |
| Válogató III.        | 2010. szeptember 11. | 2.0 millió          | 41,3                | -                   | [ 3 ]               |
| Válogató IV.         | 2010. szeptember 18. | 2.0 millió          | 43,2                | -                   | [ 4 ]               |
| A Tábor I.           | 2010. szeptember 25. | 1.9 millió          | 39,7                | -                   | [ 5 ]               |
| A Tábor II.          | 2010. október 2.     | 1.8 millió          | 36,3                | -                   | [ 6 ]               |
| Mentorok háza I.     | 2010. október 9.     | 1.4 millió          | 29,1                | -                   | [ 7 ]               |
| Mentorok háza II.    | 2010. október 10.    | 1.9 millió          | 36,3                | -                   | [ 7 ]               |
| Élő műsorok (Döntők) |                      |                     |                     |                     |                     |
| 1. hét               | 2010. október 16.    | 2.4 millió          | 50,4                | -                   | [ 8 ]               |
| 2. hét               | 2010. október 23.    | 2.8 millió          | 56                  | 1.                  | [ 9 ]               |
| 3. hét               | 2010. október 30.    | 2.5 millió          | 50,7                | -                   | [ 10 ]              |
| 4. hét               | 2010. november 6.    | 2.5 millió          | 50,1                | -                   | [ 11 ]              |
| 5. hét               | 2010. november 13.   | 2.4 millió          | 51,3                | -                   | [ 12 ]              |
| 6. hét               | 2010. november 20.   | 2.7 millió          | 52,2                | -                   | [ 13 ]              |
| 7. hét               | 2010. november 27.   | 2.5 millió          | 49,7                | -                   | [ 14 ]              |
| 8. hét               | 2010. december 4.    | 2.5 millió          | 50,1                | -                   | [ 15 ]              |
| 9. hét               | 2010. december 11.   | 2.6 millió          | 51,6                | -                   | [ 16 ]              |
| 10. hét (Finálé)     | 2010. december 18.   | 2.5 millió          | 50,9                | -                   | [ 17 ]              |
| 10. hét (Finálé)     | 2010. december 19.   | 2.8 millió          | 53,5                | 1.                  | [ 18 ]              |

## Külső hivatkozások
- X-Faktor – 2010 őszén az RTL Klub műsorán!. RTLklub.hu, 2009. december 19. [2010. március 4-i dátummal az eredetiből archiválva]. (Hozzáférés: 2010. február 18.)
- X-Faktor - A magyarországi produkció hivatalos oldala. RTLklub.hu. [2010. július 1-i dátummal az eredetiből archiválva]. (Hozzáférés: 2010. július 12.)